# Eudokia (męczennica)
Eudokia (Eudoksja), mniszka i męczennica, święta Kościoła katolickiego i prawosławnego (cs. Prepodobnomuczenica Jewdokija).

## Życiorys
Urodziła się w końcu I w. w fenickim mieście Heliopolis jako Samarytanka. Będąc młodą kobietą, dzięki swej urodzie cielesnej, zdobyła wielkie bogactwo. Żyła grzesznie, nie znając wiary chrześcijańskiej, nie myśląc o życiu wiecznym ani o karze, która może ją spotkać za takie postępowanie. Jednak pewnego razu jej życie odmieniło się na zawsze. 
Po sąsiedzku zatrzymał się na noc pewien pokorny mnich, powracający do swego monasteru z pielgrzymki po świętych miejscach. Jak zawsze o północy wstał, by wypełnić swą regułę modlitewną. Głośno modlił się i ze łzami w oczach czytał fragment Pisma Świętego opowiadający o Sądzie Ostatecznym. Bóg sprawił, że właśnie wtedy obudziła się Eudokia. Słowa Biblii tak głęboko zapadły w jej sercu, że następnego dnia rozkazała wezwać do siebie mnicha i prosiła go, by wskazał jej drogę do życia wiecznego. 
Nawrócona na wiarę chrześcijańską odbyła pokutę, przyjęła chrzest i uwolniła niewolników. Poprzez miejscowego biskupa rozdała biednym wszystkie bogactwa, a sama złożyła w monasterze śluby czystości. Wkrótce też została jego ihumenią i zasłynęła z licznych cudów, m.in. wskrzeszania umarłych. 
Eudokia spędziła w monasterze pięćdziesiąt sześć lat, a swe życie zakończyła męczeńską śmiercią w 152 r. Jako chrześcijanka, która nie chciała wyrzec się swej wiary, została ścięta mieczem. 
Do św. Eudokii z modlitwą zwracają się kobiety, niemogące zajść w ciążę. 
W Rzymskim Martyrologium o świętej czytamy: W Heliopolis św. Eudoksji, która ochrzczona przez Biskupa Teodoreta za czasów trajańskiego prześladowania chrześcijan, także przezeń została przygotowana na bliską walkę. Na rozkaz namiestnika Wincentego została ścięta, przez co otrzymała koronę męczeńską.
Liturgiczne wspomnienie świętej przypada na 1 marca.
W ikonografii przedstawiana jest w ciemnych szatach mniszki. Krzyż trzyma w prawej ręce, a lewą ma złożoną w geście modlitewnym, na innych ikonach jest odwrotnie.